# Julia judiciaria
Julia judiciaria va ser una antiga llei romana establerta per Juli Cèsar bé l'any 59 aC, juntament amb Marc Calpurni Bíbul al consolat, o el 46 aC amb Marc Emili Lèpid, que regulava els judicis que corresponien als ordres senatorial i eqüestre, i n'excloïa als tribuns de l'erari. Regulava l'edat dels jutges, exigint un mínim de 25 anys, la forma de la seva elecció, i altres circumstàncies, i afectava als judicis públics i als privats.
Més tard, en temps d'August, es van establir unes noves lleis anomenades també Julia judiciaria, que regulaven respectivament els judicis públics i els privats i que eren lleis diferents de la llei del mateix nom establerta per Juli Cèsar. Determinaven el temps a celebrar els judicis, el nombre i qualitats dels jutges. Els jutges havien de tenir més de 20 anys.